# William Clark (Politiker, 1774)

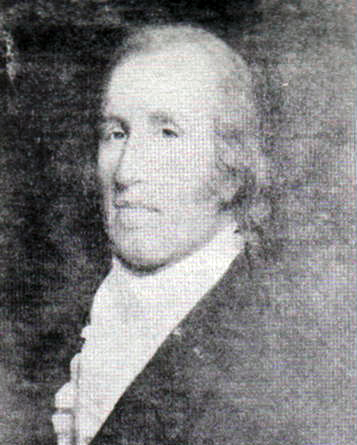
William Clark

William Clark (* 18. Februar 1774 in Dauphin, Dauphin County, Province of Pennsylvania; † 28. März 1851 ebenda) war ein US-amerikanischer Politiker. Zwischen 1833 und 1837 vertrat er den Bundesstaat Pennsylvania im US-Repräsentantenhaus.

## Werdegang
Über die Schulausbildung von William Clark ist nichts überliefert. In den Jahren 1793 und 1795 war er Hauptmann der Miliz im Dauphin County. Dann zog er in das Crawford County, wo er zwischen 1803 und 1818 als beisitzender Richter tätig war. Außerdem war er von 1800 bis 1817 Inspekteur der Nationalgarde im westlichen Teil seines Staates. Clark nahm auch am Britisch-Amerikanischen Krieg teil. Dabei war er an einem Seegefecht auf dem Eriesee beteiligt. Zwischen 1818 und 1821 fungierte er als Leiter der Katasterbehörde seines Staates; von 1821 bis 1827 war er als State Treasurer Finanzminister von Pennsylvania. Von 1828 bis 1829 bekleidete er den Posten des Treasurer of the United States beim US-Finanzministerium.
Clark schloss sich der Anti-Masonic Party an und wurde bei den Kongresswahlen des Jahres 1832 als deren Kandidat im zehnten Wahlbezirk von Pennsylvania in das US-Repräsentantenhaus in Washington, D.C. gewählt, wo er am 4. März 1833 die Nachfolge von Adam King antrat. Nach einer Wiederwahl konnte er bis zum 3. März 1837 zwei Legislaturperioden im Kongress absolvieren. Seit dem Amtsantritt von Präsident Andrew Jackson im Jahr 1829 wurde innerhalb und außerhalb des Kongresses heftig über dessen Politik diskutiert. Dabei ging es um die umstrittene Durchsetzung des Indian Removal Act, den Konflikt mit dem Staat South Carolina, der in der Nullifikationskrise gipfelte, und die Bankenpolitik des Präsidenten.
Im Jahr 1837 nahm William Clark als Delegierter an einem Verfassungskonvent des Staates Pennsylvania teil. Ansonsten betätigte er sich in der Landwirtschaft. Er starb am 28. März 1851 nahe seinem Geburtsort Dauphin.